# 坑头墓地
坑头墓地位于中国山西省芮城县古魏镇坑头村。

## 保护
2016年6月6日，坑头墓地公布为第五批山西省文物保护单位，古墓葬类，年代为西周，编号5-18。	